# Каинди-Ката
Каинди-Ката или Каинди, Каиндински хребет (на киргизки: Кайыңды кырка тоо; на руски: Каинды-Катта) е планински хребет в източната част на Вътрешен Тяншан, разположен на територията на Киргизстан (Исъккулска област). Дължина около 65 km. Простира се между горното течение на река Сариджаз (от басейна на Тарим) на запад и югозапад и левите ѝ притоци Каинди на север и Куюкан на юг, водещи началото си от ледници. На изток се свързва с хребета Инилчектау и с крайната североизточна, най-висока част на хребета Какшаал Тоо. Максимална височина 5784 m, (42°04′24″ с. ш. 79°50′56″ и. д. / 42.073333° с. ш. 79.848889° и. д.), разположен в източната му част. Изграден е от метаморфни шисти и варовици. Покрит е с вечни снегове и ледници, главно в източната част. Склоновете му са заети от скали и сипеи, а в западната му част господства високопланинската пустиня.

## Топографска карта
- К-44-А М 1:500000[2]